# Les Inaptes au travail
 (juillet 2014).
Les Inaptes au travail est une huile sur toile, 131 × 162 cm, peinte après 1945 par le peintre et sculpteur juif David Olère (1902-1985), et conservée au mémorial de l’héritage juif à New York.
Cette œuvre témoigne du destin des déportés ne pouvant pas effectuer les tâches données par les agents SS durant la Seconde Guerre mondiale. David Olère lui-même a été déporté au camp d'Auschwitz de mars 1943 au 6 mai 1945. L’action se situe dans le camp d’extermination d’Auschwitz, en Pologne. Au premier plan, une famille de six personnes : deux femmes, une jeune fille, deux jeunes garçons et un bébé. Tous ont un air hagard, épuisé. Les corps sont maigres mais pas encore décharnés, ils viennent donc d’arriver dans le camp avec leurs maigres possessions. Au-dessus d’eux s’étend un cadavre presque translucide dont le bras entoure la famille. Sur le côté gauche, on distingue le bras d’un SS Totenkopf (reconnaissable à son uniforme et au crâne) qui tient un fusil. En arrière-plan, on peut voir des déportés allant travailler dans les Sonderkommando (camps d'extermination) comme des morts vivants. Ils poussent des chariots de cadavres en provenance des chambres à gaz vers les fours crématoires dont on aperçoit les cheminées fumantes. Le travail se fait le long des clôtures barbelées. Le ciel est d’un rouge orangé, contrastant avec les couleurs froides (gris, vert, bleu) de la famille du premier plan. La fumée des hauts fourneaux qui se situe en arrière plan forme les lettres SS.

## Interprétation et message
Les six personnes représentent une famille qui vient d’arriver par un convoi dans le camp. Ils viennent de subir la sélection : c’est-à-dire séparer les valides (pour le travail) des invalides (femmes, enfants, personnes âgées). Ces invalides sont les inaptes au travail. Le garde SS va les emmener directement dans les chambres à gaz où ils vont mourir (la mort est symbolisée par le cadavre qui flotte au-dessus d’eux).  Cette œuvre est un témoignage fort de l’extermination. Le choix de femmes et d’enfants comme plus vulnérables, les visages blancs et anguleux montrent les extrêmes souffrances et les privations (corps décharnés). Les tableaux de David Olère témoignent de toute l’horreur de la Shoah.